# Agostino Barbini
Agostino Barbini (Grosseto, 12 dicembre 1840 – febbraio 1902) è stato un bibliotecario, pubblicista e funzionario italiano.

## Biografia
Agostino Barbini fu una figura di rilievo nel panorama culturale della Maremma della seconda metà del XIX secolo e autore di diversi scritti a carattere archeologico. Nel maggio 1873 venne nominato commissario straordinario per l'amministrazione del comune di Monte Argentario, e sindaco dal settembre dello stesso anno al febbraio 1877. Fu ispettore dei monumenti di Grosseto, membro dell'Istituto archeologico germanico e dell'Istituto araldico italiano, nonché corrispondente del giornale «Arte e storia» di Firenze e del «Bullettino dell'istituto di corrispondenza archeologica».
Barbini fu inoltre vice-segretario del comune di Grosseto, nonché bibliotecario conservatore della Biblioteca comunale Chelliana, sotto la direzione di Giovanni Battista Ponticelli, dal 1873 al 1902, anno della sua morte. Barbini fu il primo a redigere i cataloghi della biblioteca (1874), fondata da Giovanni Chelli nel 1860, in un difficile periodo per l'istituzione che ancora non aveva una sede stabile e quindi rendeva difficoltosa la realizzazione di un'opera di catalogazione organica. Barbini istituì in seguito una sezione speciale della biblioteca per le opere riguardanti la Maremma grossetana.

## Archivio
Il fondo Agostino Barbini è un complesso archivistico custodito dalla Biblioteca comunale Chelliana di Grosseto, istituzione cui Barbini stesso aveva donato il proprio archivio.
Il fondo copre un periodo di tempo che va dal 1867 al 1910 e comprende: la corrispondenza personale e lavorativa tra il 1867 e il 1885; due volumi rilegati, contenenti documentazione varia, intitolati Regio ispettorato per gli scavi e i monumenti nei comuni di Grosseto, Gavorrano, Castiglione della Pescaia, Manciano, Roccastrada, Campagnatico, Scansano, Magliano, Orbetello, Monte Argentario e Isola del Giglio. Titolare Agostino Barbini nominato con Reale Decreto il 30 Aprile 1896. Lettere e rapporti – volume I (1896-98); volume II (1899-1902) – con documenti inviati da Lorenzo Porciatti e da Raffaele Del Rosso; manoscritti con trascrizioni di documenti medievali consultati dal Barbini all'Archivio di Stato di Siena, e gli scritti originali Una partita in quattro (9 aprile 1869), Gli effetti della fantasia esaltata ovvero Una scommessa fra coniugi (15 luglio 1869), Un bagno freddo per amore (16 settembre 1869), Una escursione barbaresca in Maremma (1875) e Una vendetta maremmana (1876); e materiale grafico e iconografico, con tavole a colori di stemmi e una raccolta in volume dal titolo Gli stemmi dello stato di Siena e perciò Grossetani e Senesi antichi e moderni estratti dagli studi del Cittadini, del Gallaccini, del Pecci e d'altri. Litografia Cirenei 1877.